# Cleveland Browns 1971
La stagione 1971 dei Cleveland Browns è stata la 22ª della franchigia nella National Football League. La squadra concluse con un record di 9-5, vincendo la AFC Central division e facendo ritorno ai playoff dopo un anno di assenza. Lì fu sconfitta nel primo turno dai Baltimore Colts.

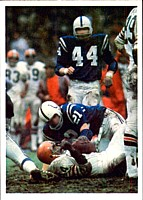
I Browns contro i Colts nei playoff del 1971

## Roster
| Roster dei Cleveland Browns nel 1971 |
| --- |
| Quarterback - 16 Bill Nelsen - 15 Mike Phipps Running Back - 30 Ken Brown - 44 Leroy Kelly - 35 Bo Scott FB Wide Receiver - 86 Gary Collins - 41 Dave Jones - 43 Fair Hooker - 25 Frank Pitts Tight End - 83 Chip Glass - 89 Milt Morin Offensive Linemen - 64 Jim Copeland G - 65 John Demarie G - 54 Fred Hoaglin C - 66 Gene Hickerson G - 74 Mitch Johnson T - 78 Bob McKay T - 77 Dick Schafrath T - 63 Mike Sikich G Defensive Linemen - 84 Bob Briggs DE - 81 Jack Gregory DE - 71 Walter Johnson DT - 80 Joe Jones DE - 72 Jerry Sherk DT - 88 Ron Snidow DE Linebacker - 52 Billy Andrews OLB - 50 John Garlington OLB - 59 Charlie Hall OLB - 82 Jim Houston OLB - 58 Rick Kingrea MLB - 51 Dale Lindsey MLB Defensive Back - 40 Erich Barnes S - 28 Ben Davis CB - 34 Mike Howell S - 24 Ernie Kellerman S - 22 Clarence Scott CB - 29 Walt Sumner CB Special Team - 12 Don Cockroft K/P                                                                                      |
| Legenda - I rookie sono in corsivo. - Il primo ruolo è il principale mentre gli eventuali successivi indicano i ruoli secondari. - (IR) sta per Injured Reserve ed indica la lista ristretta per un solo giocatore infortunato che può tornare ad allenarsi dopo la settimana 6 e a rientrare in prima squadra dopo che questa ha giocato 8 partite. - (NF-Inj.) / (NF-Ill.) stanno rispettivamente per Non-Football Injured e Non-Football Illness ed indicano le liste dove viene inserito un giocatore che ha un infortunio o una malattia non dipendente dal football americano. - (PUP) sta per Physically Unable to Perform ed indica la lista dove viene inserito un giocatore mentre è in attesa di recuperare la condizione fisica. Nella stagione regolare dopo la sesta partita giocata dalla propria squadra, il giocatore ha tempo tre settimane per riprendere ad allenarsi, più tre settimane aggiuntive dal suo rientro agli allenamenti per rientrare in prima squadra. |

## Calendario
| Stagione regolare |              |                        |           |        |                             |          |         |
| Turno             | Data         | Avversario             | Risultato | Record | Stadio                      | Pubblico | Sintesi |
| 1                 | 19 settembre | Houston Oilers         | V 31–0    | 1–0    | Cleveland Municipal Stadium | 73,387   | Recap   |
| 2                 | 26 settembre | at Baltimore Colts     | V 14–13   | 2–0    | Memorial Stadium            | 56,837   | Recap   |
| 3                 | 4 ottobre    | Oakland Raiders        | S 20–34   | 2–1    | Cleveland Municipal Stadium | 84,285   | Recap   |
| 4                 | 10 ottobre   | Pittsburgh Steelers    | V 27–17   | 3–1    | Cleveland Municipal Stadium | 83,391   | Recap   |
| 5                 | 17 ottobre   | at Cincinnati Bengals  | V 27–24   | 4–1    | Riverfront Stadium          | 60,284   | Recap   |
| 6                 | 24 ottobre   | Denver Broncos         | S 0–27    | 4–2    | Cleveland Municipal Stadium | 75,674   | Recap   |
| 7                 | 31 ottobre   | Atlanta Falcons        | S 14–31   | 4–3    | Cleveland Municipal Stadium | 76,825   | Recap   |
| 8                 | 7 novembre   | at Pittsburgh Steelers | S 9–26    | 4–4    | Three Rivers Stadium        | 50,202   | Recap   |
| 9                 | 14 novembre  | at Kansas City Chiefs  | S 7–13    | 4–5    | Municipal Stadium           | 50,388   | Recap   |
| 10                | 21 novembre  | New England Patriots   | V 27–7    | 5–5    | Cleveland Municipal Stadium | 65,238   | Recap   |
| 11                | 28 novembre  | at Houston Oilers      | V 37–24   | 6–5    | Houston Astrodome           | 37,921   | Recap   |
| 12                | 5 dicembre   | Cincinnati Bengals     | V 31–27   | 7–5    | Cleveland Municipal Stadium | 82,705   | Recap   |
| 13                | 12 dicembre  | at New Orleans Saints  | V 21–17   | 8–5    | Tulane Stadium              | 72,794   | Recap   |
| 14                | 19 dicembre  | at Washington Redskins | V 20–13   | 9–5    | RFK Stadium                 | 53,041   | Recap   |

Note: gli avversari della propria division sono in grassetto.

### Playoff
| Playoff    |             |                 |           |        |                             |          |         |
| Turno      | Data        | Avversario      | Risultato | Record | Stadio                      | Pubblico | Sintesi |
| Divisional | 26 dicembre | Baltimore Colts | S 3–20    | 0–1    | Cleveland Municipal Stadium | 74,082   | Recap   |

## Classifiche
| AFC Central         |   |    |   |      |      |     |     |     |     |
|                     | V | S  | P | %    | CONF | DIV | PF  | PS  | STR |
| Cleveland Browns    | 9 | 5  | 0 | .643 | 5–1  | 7–4 | 285 | 273 | V5  |
| Pittsburgh Steelers | 6 | 8  | 0 | .429 | 4–2  | 5–6 | 246 | 292 | S1  |
| Houston Oilers      | 4 | 9  | 1 | .308 | 2–4  | 4–7 | 251 | 330 | V3  |
| Cincinnati Bengals  | 4 | 10 | 0 | .286 | 1–5  | 3–8 | 284 | 265 | S3  |

Note: I pareggi non venivano conteggiati ai fini della classifica fino al 1972.